# Kozar Belene
Kozar Belene (bulgariska: Козар Белене) är ett distrikt i Bulgarien.   Det ligger i kommunen Obsjtina Levski och regionen Pleven, i den centrala delen av landet, 170 km nordost om huvudstaden Sofia.
Trakten runt Kozar Belene består till största delen av jordbruksmark. Runt Kozar Belene är det ganska tätbefolkat, med 54 invånare per kvadratkilometer.